# Prêmio Tsutomu Kanai
O Prêmio Tsutomu Kanai foi estabelecido em 1997 mediante uma doação da Hitachi, nomeado em honra de Tsutomu Kanai, que foi presidente da Hitachi durante 30 anos. É administrado pela IEEE Computer Society. O Prêmio pode ser concedido anualmente por recomendação do subcomitê Prêmio Kanai, endosso do Comitê de Prêmios e aprovação do Comitê de Governadores.
O Prêmio reconhece contribuições ao estado da arte de sistemas de computação distribuída e suas aplicações.
No processo de avaliação são considerados os seguintes critérios: a natureza seminal das conquistas, o impacto prático, amplitude e profundidade das contribuições e qualidade da nomeação.
O prêmio consiste em um troféu de cristal, um certificado e um valor monetário de US$ 10.000.

## Laureados
- 1999 Ken Thompson
- 2000 C. V. Ramamoorthy
- 2001 Alfred Z. Spector
- 2002 Stephen S. Yau
- 2003 James Gosling
- 2004 Kane Kim
- 2005 Elisa Bertino
- 2006 Larry Smarr
- 2007 Willy Zwaenepoel
- 2008 Benjamin W. Wah
- 2009 Kenneth P. Birman
- 2011 Ian Foster
- 2012 Beng Chin Ooi

## Processo de nomeação
- IEEE Computer Society Awards Nomination Process.